# Ahmed Al Tantawi
Ahmed Mohammed Ramadan Tantawi (en árabe: أحمد محمد رمضان الطنطاوي), (nacido el 25 de julio de 1979 en Desouk, Gobernación de Kafr El Sheikh) es un político egipcio, destacado por ser una de las figuras más visibles de la oposición al gobierno del presidente Abdel Fattah Al Sisi y su participación en la política egipcia. Líder del partido nasserista Karama (Dignidad), Tantawi ha sido una voz crítica contra las políticas autoritarias, defendiendo la democracia, los Derechos Humanos y la justicia social en un contexto de creciente represión política en Egipto.     

## Primeros años y educación
Tantawi nació el 25 de julio de 1979 en Desouk, Gobernación de Kafr El Sheikh, una región del delta del Nilo. Estudió Periodismo y Comunicación por la Universidad de Tanta en 2000. Durante su etapa universitaria, participó activamente en debates estudiantiles y en actividades de activismo político, mostrando un temprano interés por los asuntos sociales y políticos de su país.

## Carrera política
Tras su graduación, Tantawi se unió al partido nasserista Karama (Dignidad), fundado en 1997 por Hamdeen Sabahi. La organización se centra en la justicia social, la soberanía nacional y la oposición al neoliberalismo. Tantawi ascendió rápidamente en el partido, consolidándose como una figura prominente entre los jóvenes militantes debido a su habilidad retórica y su capacidad para conectar con sectores marginados.

### Miembro del Parlamento (2015-2020)
En 2015, Ahmed Al Tantawi fue elegido miembro del Parlamento egipcio, representando a la Gobernación de Kafr El Sheikh, su localidad natal. Durante su tiempo en el Parlamento, se consolidó como una de las voces más destacadas de la oposición, siendo especialmente crítico con las políticas autoritarias del presidente Al Sisi. Tantawi abogó por reformas democráticas y la transparencia gubernamental y los derechos civiles. 
Como miembro del Comité Parlamentario de Derechos Humanos, Tantawi denunció prácticas de corrupción, violaciones a los derechos humanos y las políticas autoritarias del gobierno. Se destacó especialmente por su frontal oposición a la reforma constitucional de 2019, que extendió los mandatos presidenciales hasta 2030. En discursos que se volvieron virales, calificó dichas reformas como un retroceso para la democracia.
Su postura le ganó el apoyo de sectores progresistas y activistas de derechos civiles, pero también lo convirtió en blanco de ataques gubernamentales. En 2020, fue suspendido temporalmente del Parlamento tras criticar duramente las políticas del régimen, un episodio que generó protestas y una amplia cobertura mediática.

### Liderazgo en el Partido Karama

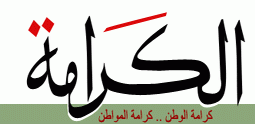
Logo del Partido Karama (Dignidad)

En 2019, Ahmed Tantawi asumió el liderazgo del Partido Karama (Dignidad), reforzando su papel como una figura clave en la oposición egipcia. Durante su dirección, el partido adoptó una postura más activa contra las políticas del presidente Abdel Fattah Al Sisi, centrándose en la democratización y la justicia social.
El partido, bajo la dirección de Tantawi, aboga por una política exterior independiente, una economía basada en la redistribución equitativa y un estado de bienestar que priorice la educación y la salud pública. Su liderazgo revitalizó la identidad nasserista del partido en un contexto de creciente desigualdad y represión, buscando movilizar a la base del partido y atraer a nuevos seguidores descontentos con el gobierno actual.

## Oposición al régimen de Abdel Fattah Al Sisi

###### Expulsión del Parlamento (2020)
En 2020, cuando Al Tantawi se enfrentó a la reforma constitucional que permitía extiender el mandato del presidente Al Sisi, recibió una denuncia por parte de otros parlamentarios por "faltarle el respeto a la institución". Como resultado, fue suspendido temporalmente de las sesiones del Parlamento, generando una amplia cobertura mediática y protestas en su apoyo.

###### Espionaje con Pegasus (2021)
En julio de 2021, Tantawi fue una de las figuras políticas egipcias identificadas como objetivo del software espía Pegasus, desarrollado por la empresa israelí NSO Group. Este programa, utilizado por gobiernos de todo el mundo para monitorear a disidentes y activistas, fue empleado para vigilar las comunicaciones de Al Tantawi.
La revelación fue parte de una investigación internacional realizada por el consorcio de periodistas Forbidden Stories y Amnistía Internacional. Al Tantawi condenó el uso de herramientas de espionaje para silenciar a la oposición y calificó el incidente como un ataque a la privacidad y a los derechos fundamentales. La noticia generó indignación y preocupación entre defensores de Derechos Humanos y organizaciones internacionales, que exigieron al gobierno egipcio detener el uso de tecnologías de vigilancia contra ciudadanos y políticos.

###### Anuncio de su candidatura presidencial y acoso gubernamental (2022)
En 2022, Tantawi anunció su candidatura para las elecciones presidenciales de 2024, desafiando abiertamente el dominio político de Abdel Fattah Al Sisi. Este anuncio marcó un punto de inflexión en su carrera, atrayendo tanto el apoyo de sectores liberales y reformistas como las represalias del gobierno.
United Media Services, el conglomerado mediático que domina el panorama de la prensa nacional, emitió instrucciones para prohibir que los periódicos y canales de televisión que administra presenten cobertura a la figuras de la oposión como Tantawi.
Las autoridades incrementaron la vigilancia sobre Tantawi y su equipo de campaña, bloquearon sus redes sociales y realizaron arrestos masivos entre sus colaboradores. La represión se intensificó con la detención de miembros de su familia y la difusión de campañas de desprestigio en medios estatales. También presentó dificultades para reunir los avales necesarios exigidos por la ley electoral egipcia.
Esta situación generó críticas de organizaciones internacionales como Amnistía Internacional y Human Rights Watch, que acusaron al gobierno egipcio de intentar silenciar a sus opositores políticos.

###### Detención de su equipo electoral (2023)
En 2023, varios miembros del equipo electoral de Al Tantawi fueron arrestados durante una serie de redadas realizadas por las fuerzas de seguridad. Los detenidos, que incluían a coordinadores de campaña y voluntarios, fueron acusados de "incitación a disturbios" y "propaganda electoral ilegal".
Las detenciones provocaron una ola de críticas, que denunciaron el uso de tácticas intimidatorias para disuadir a Al Tantawi de continuar con su campaña presidencial. A pesar de estos esfuerzos, Al Tantawi declaró que seguiría adelante con su candidatura, reafirmando su compromiso con la lucha por un cambio democrático en Egipto.
En su informe anual de 2023 sobre los derechos Humanos y la democracia en el mundo, el Parlamento Europeo destacó la represión de la disidencia política en Egipto, mencionando casos como el de Ahmed Tantawi.

###### Represión a su familia y exilio (2023)
Debido al aumento de la presión y el acoso por parte del gobierno, Ahmed Al Tantawi se exilió temporalmente a finales de 2023. Durante su exilio, continuó denunciando la situación de los Derechos Humanos en Egipto y promoviendo su visión política desde el extranjero. 
Además, varios miembros de su familia también han denunciado ser víctimas de represalias. Su hermano fue arrestado brevemente y acusado de difundir "información falsa" en redes sociales, mientras que otros familiares han sido objeto de intimidación y vigilancia constante. Estos actos de represalia han sido denunciados por grupos de derechos humanos como un intento de presionar a Al Tantawi para que abandone su actividad política.
En mayo de 2023, HRW informó que las autoridades egipcias detuvieron al menos a 12 familiares y seguidores de Tantawi tras su anuncio de presentarse a las elecciones presidenciales de 2024. Estas detenciones parecían estar motivadas únicamente por su relación con Tantawi, con el objetivo de disuadir su participación política.

###### Sentencia judicial (2024)
En febrero de 2024, un tribunal egipcio condenó a Tantawi a un año de prisión por imprimir formularios no autorizados relacionados con su campaña presidencial. Además, se le prohibió presentarse a elecciones durante un período de cinco años y se le impuso una multa de 20.000 libras egipcias. El 27 de mayo de 2024, tras la confirmación de la sentencia en apelación, Tantawi fue detenido en la sala del tribunal.
En mayo de 2024, la portavoz Marta Hurtado expresó preocupación por la condena de Ahmed Al-Tantawi y 22 de sus seguidores, señalando posibles violaciones del debido proceso durante el juicio, incluyendo obstáculos en la preparación de la defensa.